# 1665 w polityce

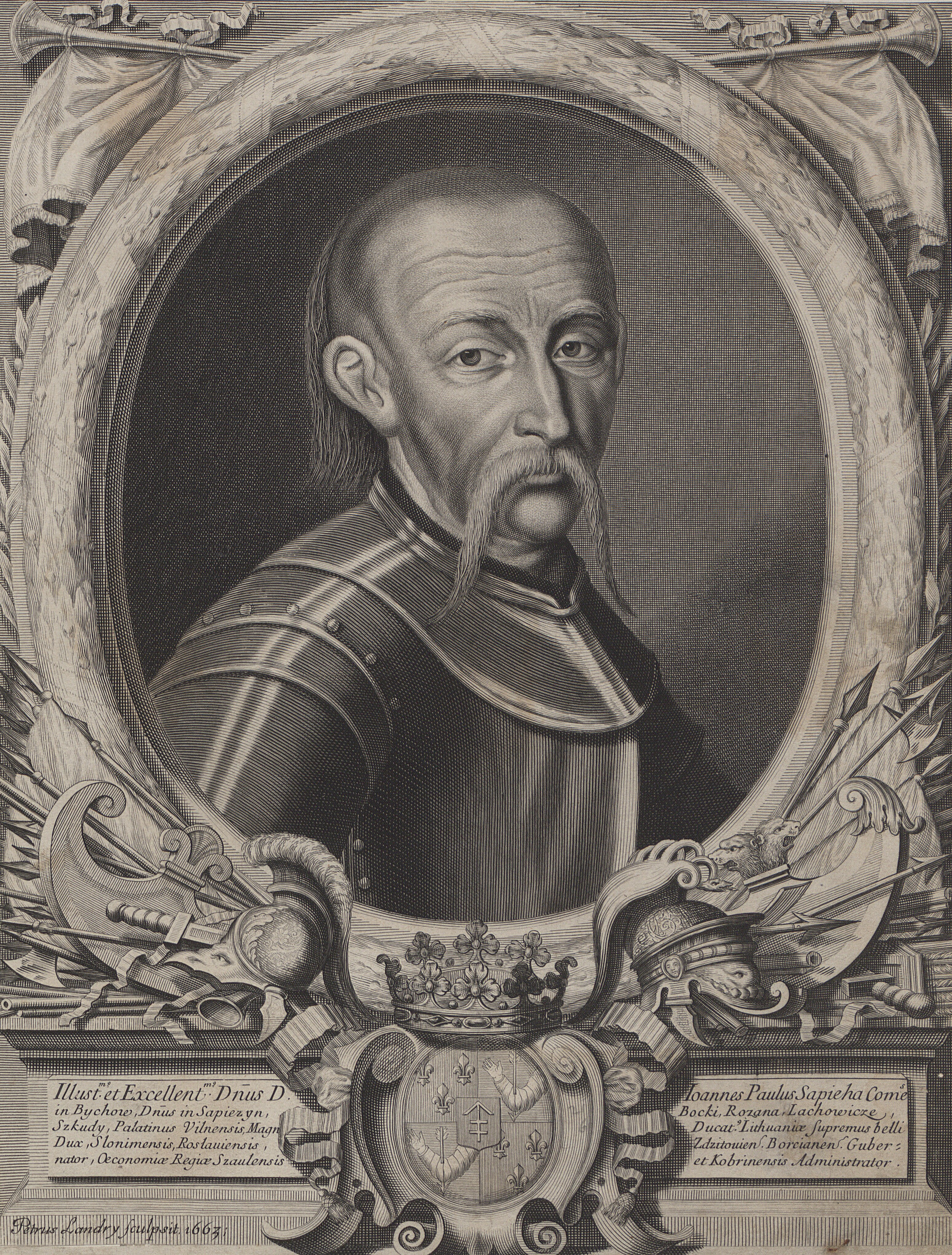
Paweł Jan Sapieha

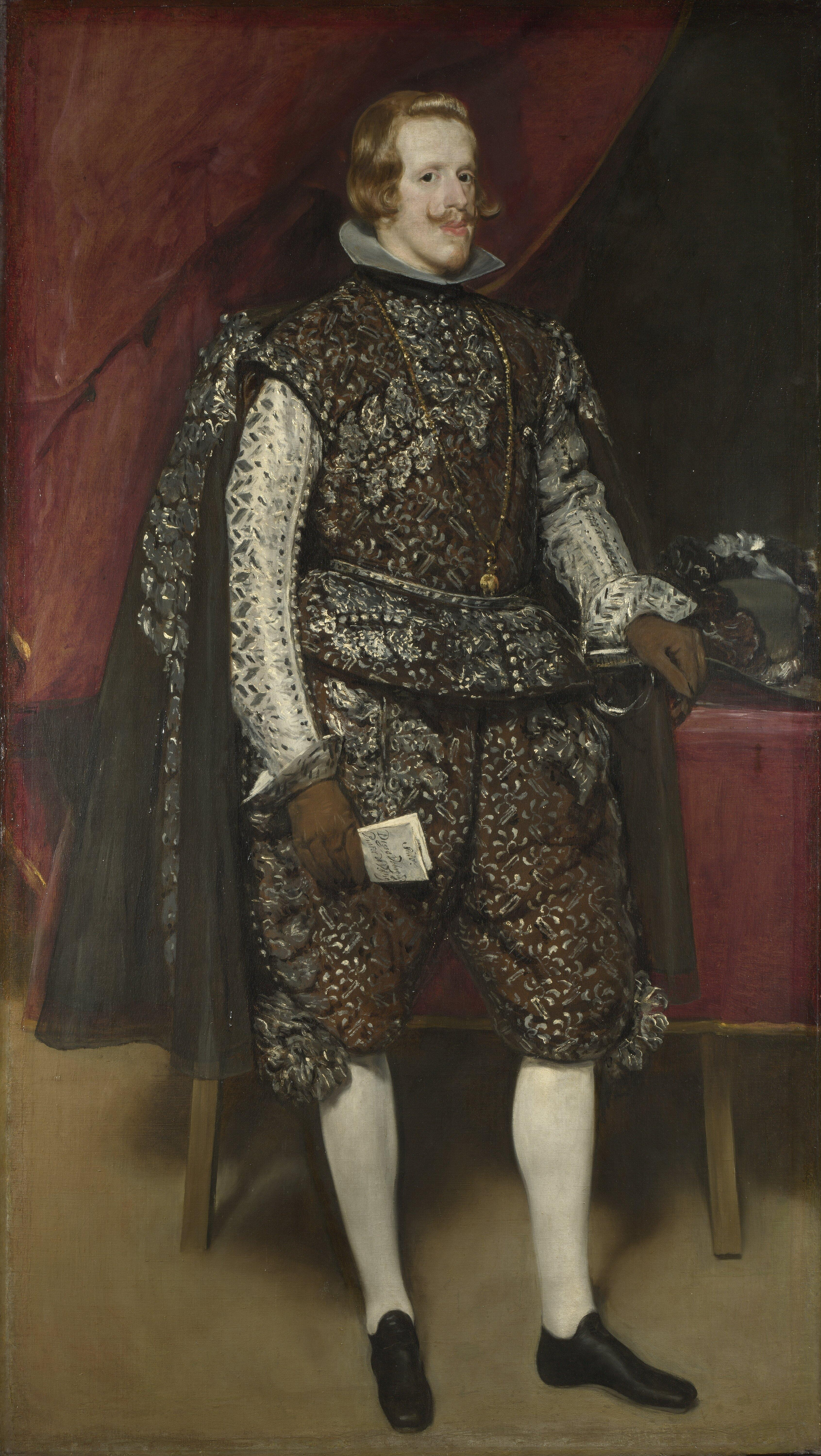
Filip IV Habsburg

Wydarzenia polityczne w 1665 roku.

## Zmarli
- 17 września Filip IV Habsburg, król Hiszpanii i Portugalii.
- 30 grudnia Paweł Jan Sapieha, hetman litewski[1].